# The Murders in the Rue Morgue (1914)
The Murders in the Rue Morgue ist ein S/W-Stummfilm des US-amerikanischen Regisseurs Robert Goodman, der am 31. Juli 1914 in die US-Kinos kam. Der Film gilt heute als verschollen.

## Geschichte
Der Film der Produktionsfirma Paragon Photo Plays Co. basiert auf der 1841 veröffentlichten Kurzgeschichte gleichen Titels (deutscher Titel meist: Der Doppelmord in der Rue Morgue) des US-amerikanischen Schriftstellers und Literaturkritikers Edgar Allan Poe.
Über den 10-minütigen Film ist lediglich bekannt, dass Goodman für die Regie verantwortlich war und zusammen mit Rosenberg das Drehbuch schrieb.
Über die Handlung des Films ist lediglich über die unvollständigen Urheberrechtsunterlagen zum Film etwas bekannt. Abweichend von Poes Kurzgeschichte, heißt der Protagonist hier nicht Dupin, sondern wird nur „der Autor“ genannt – und sollte wahrscheinlich Poe selbst darstellen. Er lebt wie in der literarischen Vorlage in Paris. Als der Verlobte der Schwester seines besten Freundes Dupin unschuldig eines Mordes in der Rue Morgue verdächtigt wird, hilft „der Autor“, den Fall zu lösen.